# Principauté de Thuận Thành
1695–1832
Entités précédentes :
- Royaume de Champā

Entités suivantes :
- Dynastie Nguyễn

La principauté de Thuận Thành (vietnamien : Thuận Thành trấn) est un protectorat fondé en 1695 par Po Saktiraydapatih à Phan Rang - Tháp Chàm (Panduranga) dans l'actuelle province de Ninh Thuận du Viêt Nam. 